# François (Deux-Sèvres)
François ist eine französische Gemeinde mit 976 Einwohnern (Stand: 1. Januar 2022) im Département Deux-Sèvres in der Region Nouvelle-Aquitaine (vor 2016: Poitou-Charentes). Sie gehört zum Arrondissement Niort und zum Kanton Saint-Maixent-l’École. Die Einwohner werden Franciens genannt.

## Geographie
François liegt etwa neun Kilometer nordöstlich von Niort am Fluss Sèvre Niortaise, in den hier der Chambon einmündet. Im Nordwesten verläuft das Flüsschen Musson. Umgeben wird François von den Nachbargemeinden Cherveux im Norden, La Crèche im Nordosten und Osten, Chauray im Süden und Südwesten sowie Saint-Gelais im Westen und Nordwesten.
Durch die Gemeinde führt die Autoroute A83.

## Bevölkerungsentwicklung
| Jahr                       | 1962 | 1968 | 1975 | 1982 | 1990 | 1999 | 2006 | 2019 |
| Einwohner                  | 453  | 469  | 434  | 571  | 648  | 722  | 827  | 953  |
| Quellen: Cassini und INSEE |      |      |      |      |      |      |      |      |

## Sehenswürdigkeiten
- Kirche Notre-Dame
- ehemalige protestantische Kirche, heute Gemeindefestsaal
- ehemaliges Waschhaus
- Taubenturm

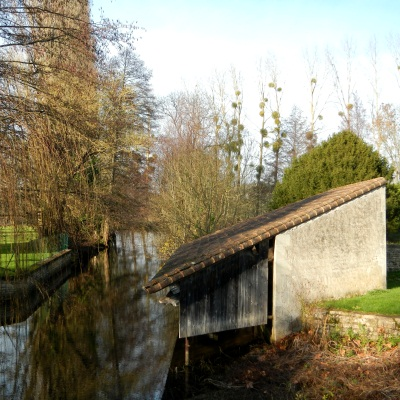
Ehemaliges Waschhaus
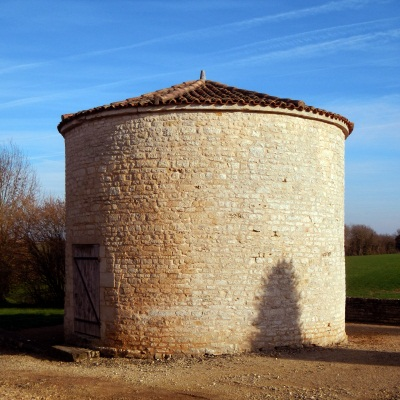
Taubenturm